# Pedro Diz Romero
Pedro Diz Romero fou un periodista, advocat i polític espanyol. Fou director del diari La Mañana, d'antuvi proper al Partit Constitucional i després al Partit Liberal Fusionista, proper a Víctor Balaguer, des d'on defensà els interessos de les corporacions industrials catalanes. El 1881 va impulsar el Cercle Proteccionista a Madrid, fou soci honorari del Centre Industrial de Catalunya i mantingué relacions amb el Foment del Treball Nacional.
Políticament, d'antuvi va viure a Puerto Rico, on fou alcalde de Ponce el 1866 i fou elegit diputat del Partit Constitucional per Caguas el 1872, encara que no arribà a jurar el càrrec. El 1880 fou membre del Comitè Constitucional de la Província de Madrid i fou elegit diputat liberal pel districte d'Olot a les eleccions generals espanyoles de 1881. No fou reescollit a les eleccions de 1884 i des d'aleshores fou nomenat governador civil de Navarra (1885), Tarragona (1886) i Càceres (1887). El 1888 fou nomenat membre del Tribunal de Comptes.